# Delftsche Studenten Rugby-Club
Delftsche Studenten Rugby-Club (D.S.R.-C.) is een rugbyclub uit Delft, in de Nederlandse provincie Zuid-Holland, voor mannelijke leden van het Delftsch Studenten Corps.
De club komt sinds seizoen 2017/2018 uit in de Ereklasse rugby.

## Karakteristieken
Het is de eerste en oudste nog bestaande puur rugbygeoriënteerde club van Nederland. D.S.R.-C. speelt tot op heden een belangrijke rol in de Nederlandse rugbywereld. Zo heeft zij gedurende haar bestaan al veel energie besteed aan het propageren van rugby in Nederland, stond ze aan de wieg van veel andere verenigingen en speelde zij altijd in de hogere landelijke niveaus. Ook is het nog altijd zo dat bij het ontstaan van een nieuwe club, deze club traditioneel haar eerste wedstrijd tegen de D.S.R.-C. dient te spelen eer zij als club erkend wordt.
Het lidmaatschap van de D.S.R.-C. staat open voor de mannelijke leden van het Delftsch Studenten Corps. Behalve het spelen van rugby, wordt van de leden verwacht dat zij participeren in de sociale activiteiten van de club.

## Geschiedenis
In de Eerste Wereldoorlog waren in Nederland een aantal Engelse soldaten en officieren geïnterneerd, o.a. in Den Haag en Groningen, die onderlinge wedstrijden organiseerden tegen Zuid-Afrikaanse uitwisselingsstudenten. De in Den Haag geïnterneerde officieren hadden contact met leden van het Delftsch Studenten Corps en nodigden hen uit om mee te spelen. Dit vormde de aanleiding tot het oprichten van de D.S.R.-C. op 8 oktober 1918, als ondervereniging van het Delftsch Studenten Corps.

## Locatie
D.S.R.-C. speelt op de velden van het sportcentrum van de TU Delft. Als clubhuis dient Delftsche Studenten Sociëteit Phoenix die als zodanig functioneert voor meerdere onderverenigingen van het DSC.